# Gina Krog

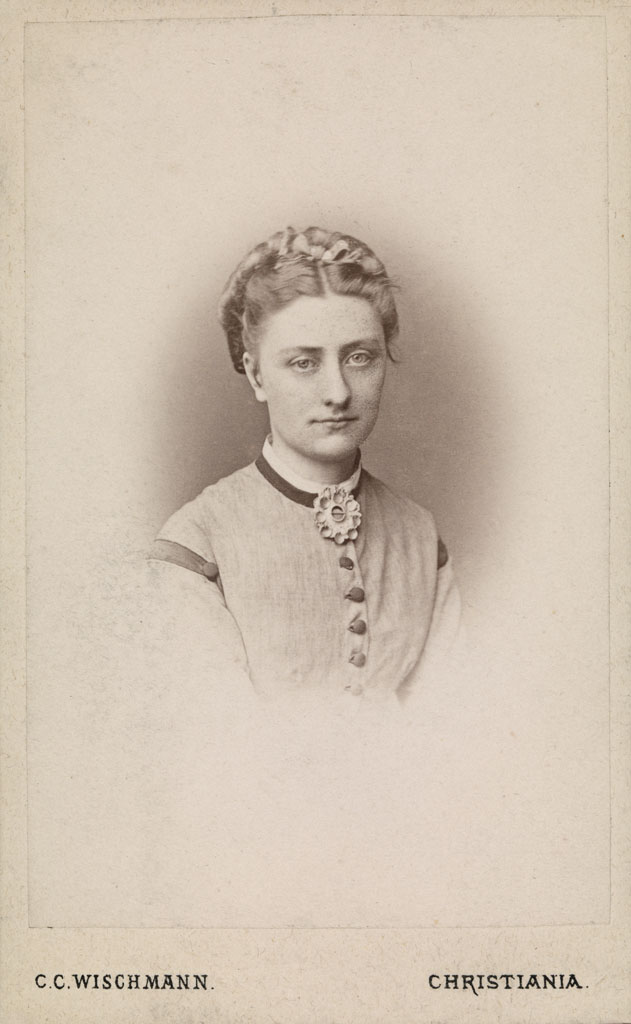
Gina Krog, fotografi 1873.

Georgina "Gina" Anna Sverdrup Krog, född 20 juni 1847 i Flakstad, död 14 april 1916 i Kristiania, var en norsk kvinnosakskämpe.
Krog var en av stiftarna av Norsk Kvinnesaksforening (Norsk Kvindesagsforening i samtida stavning) 1884 och redigerade dess tidskrift Nylænde 1887–1916. Hon var även med i grundandet av Kvindestemmeretsforeningen 1898 och Norske Kvinners Nasjonalråd 1904. Den sistnämnda organisationen var hon dess första ordförande för och förblev så fram till sin död. Krog företog vidsträckta föredragsturnéer bland annat i USA och utgav flera skrifter om och för kvinnosaken. Hon var också en av grundarna av Norske Kvinners Sanitetsforening.